# Kekko Kamen: Surprise
Kekko Kamen: Surprise (けっこう仮面 SURPRISE?, Kekkō Kamen: Surprise) è un film del 2004, diretto da Takafumi Nagamine, tratto dall'omonimo manga scritto e disegnato da Gō Nagai nel 1974.

## Trama
La scuola di musica Mangriffon nasconde dietro una facciata rispettabile ed elitaria un losco traffico di prostituzione. Le ignare e ingenue studentesse vengono infatti torturate e vendute a uomini ricchi.
Kekko Kamen, paladina della giustizia mascherata che combatte completamente nuda ad eccezione di un paio di guanti e un paio di stivali, si infiltra nella scuola, per difendere le studentesse.